# インドショウノガン
インドショウノガン（Eupodotis indica）は、ツル目ノガン科シロハラノガン属（本種のみでインドショウノガン属を構成する説もあり）に分類される鳥類。別名カンザシノガン。

## 分布
インド北西部
10-11月にインド中部から南部にかけて移動し、ネパールへ移動した例もある。

## 形態
全長オス46cm、メス51cm。体上面は黄褐色の羽毛で被われ、アルファベットの「V」字状および細かい黒褐色の斑紋が入る。
虹彩は淡黄色。嘴の色彩は黄色で、嘴の先端や峰は灰褐色。後肢の色彩は灰黄色。
繁殖期のオスは頭部や頸部、体下面が黒い羽毛で被われ、後頸から側胸にかけてと喉は白い。後頭に先端が箆状になった羽毛が3-6本伸長する。オスは非繁殖期も含めて上雨覆や風切羽が白い。幼鳥やメスの成鳥、非繁殖期のオスは全身が黄褐色の羽毛で被われる。

## 分類
本種のみでインドショウノガン属Sypheotidesを構成する説もある。

## 生態
イネ科からなる草丈が長い草原に生息するが、牧草地、農耕地、森林に生息することもある。薄明薄暮性。
食性は雑食で、植物の葉、根、種子、昆虫、多足類、カエル、爬虫類などを食べる。
繁殖形態は卵生。オスは草原内の一定の場所で鳴き声をあげながら垂直に羽ばたき、停空飛翔、元の場所に滑空するという行動を繰り返してメスに求愛する。婚姻形態は乱婚性と考えられている。7-11月の雨期に草原や農耕地の地面を掘った窪みに、1回に2-5個の卵を産む。

## 人間との関係
開発や放牧による生息地の破壊、狩猟などにより生息数は激減している。1994年における生息数は2,200羽と推定されている。